# وارونا
وارونا یا وارُونَه یا وَرُونَه (به سانسکریت: varuṇa वरुण) در دین ودائی به خدای آسمان گفته می‌شود. او همچنین خدای آب، اقیانوس، قانون و جهان اموات است. او یکی از برجسته‌ترین اسوراها در ریگ‌وداست. او خدای بهشت و زمین است.